# Lisardo Novillo Saravia

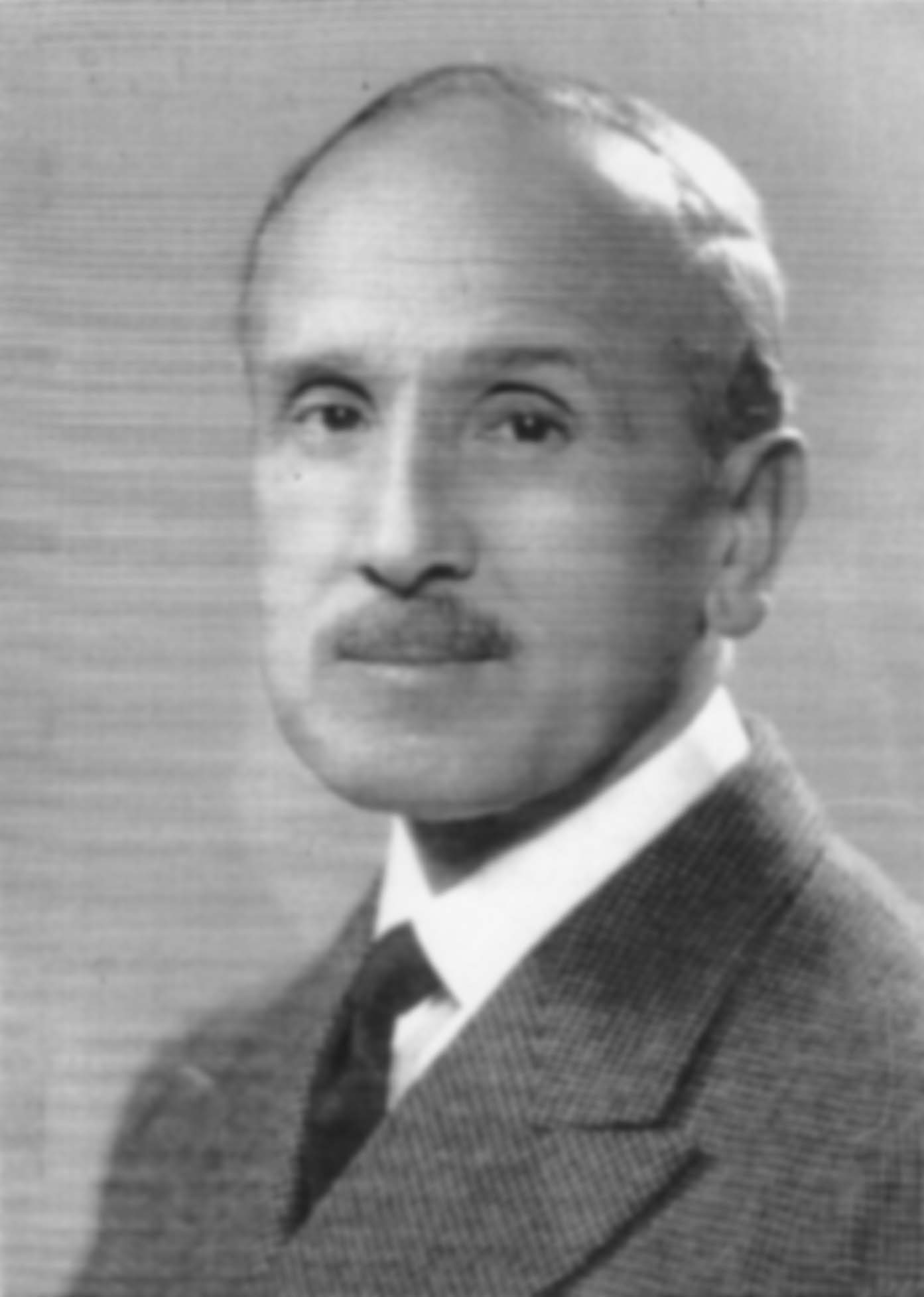

Lisardo Novillo Saravia fue un político conservador y abogado argentino (cordobés) que nació en 1882 y murió en 1962. Fue conocido por su fe católica y su dedicación a la docencia.

## Biografía
Fue Abogado, Político, Catedrático, Decano de la Universidad Nacional de Córdoba y Rector de la Universidad Nacional de Córdoba. No sólo lo atrajo la Cátedra Universitaria, sino la enseñanza a nivel terciario y secundario. Sus clases de Historia de la Literatura Española en la Escuela Normal de Profesores, y de Castellano en las aulas Monserratenses, dejaron huellas perdurables en el recuerdo de sus alumnos. Director del diario "Los Principios" (1912-1915). Convencional Constituyente de la Convención Reformadora de 1923. Presidente del Colegio de Abogados de Córdoba (1931-1933), y años más tarde se lo designaría Primer presidente de la Flota Aérea Mercante Argentina. En lo que hace a su actividad espiritual, fue Presidente y reelecto en varios períodos de la Junta Diocesana como de la Arquidiocesana de la Acción Católica Argentina. En ocasión del Congreso Eucarístico Internacional de 1937, realizado en Asunción del Paraguay, sería designado por su Santidad Pio XII, adjunto civil de legado pontificio. Lleva su nombre un espacio público en Argüello, Córdoba, a muy pocos metros de donde tenía su finca de veraneo, y una calle en barrio Iponá, Córdoba. Lisardo Novillo Saravia perteneció al grupo nacionalista católico-hispanista que tuvo importante influencia en la Revolución del 43. En 1943 fue Rector interventor de la Universidad Nacional de Córdoba designado por Gustavo Martínez Zuviría cuando se desempeñaba como Ministro de Justicia e Instrucción Pública, bajo la presidencia de facto de Pedro Pablo Ramírez (1943-1944).
En 1923 fue elegido convencional constituyente para reformar la constitución de la Provincia de Córdoba. En la ocasión desarrolló una defensa categórica de la libertad de enseñanza en coordinación con educación cristiana y/o formación moral para quienes sus padres optaren por prescindir de la educación religiosa. En estos términos iniciaba sus conceptos:

He esperado, señor presidente, que al debatirse la cuestión de la enseñanza laica, no se hiciera una discusión de carácter religioso; la religión pertenece al fuero interno de la conciencia y no debe llegar a ella, que es la suprema serenidad del espíritu, la impugnación de los que no tienen credo. Legislar para la escuela es legislar sobre la renovación social, sobre el porvenir de la sociedad; de allí la necesidad de hacer un debate más elevado, de más proyecciones, de señalar normas fundamentales para el gobierno y el desenvolvimiento del estado... Pasteur en nuestros días al recibir el Homenaje de la Humanidad Civilizada, ha demostrado que no hay incompatibilidad entre la religión y la ciencia...

Cuando se discutía entonces el rol del estado en la educación, según consta en el libro de sesiones de la Convención Constituyente, y con una sociedad que en esos tiempos tenía sus ojos puestos en Europa, decía en una de sus tantas intervenciones:

Ya es tiempo de que nos convenzamos ante la realidad dolorosa de los últimos acontecimientos (la Primera Guerra) y del estado actual de los pueblos que la civilización naturalista del siglo XIX los ha defraudado en sus promesas más halagadoras y trascendentales. Los tiempos han cambiado y hoy, una fuerte corriente espiritualista y religiosa agita los espíritus y 
sacudiendo la conciencia y responsabilidad de los hombres dirigentes nos señalan nuevos rumbos.
Mussolini el hombre épico de los tiempos contemporáneos como se le ha llamado, este extraordinario conductor de multitudes, ha hablado bien claro y bien alto para que le oigan Italia y el mundo entero. 'La gran experiencia de la posguerra, ha dicho, señala la derrota del liberalismo; los hombres de hoy en día están cansados de la libertad, han tenido una orgía de libertad y esta ya no es la severa y casta doncella por quien las generaciones de la primera mitad del siglo pasado han muerto'. Mussolini  afirma con las palabras y los hechos que se necesitan ahora otras palabras de orden, cuales son las de jerarquía y disciplina. Mussolini ha restablecido el Cristo en las escuelas y se dispone con la colaboración de su ministro de instrucción pública, el profesor Gentile, a restaurar la enseñanza de la religión Católica en las escuelas del Reino, convencido de la eficacia y necesidad para la formación del espíritu del hombre ... No es una inspiración del momento, porque una reforma de esta naturaleza estaba latente en el espíritu público de Italia....(Los hombres de Europa) han abandonado las viejas doctrinas contrarias a la religión, convencidos de que solamente los principios morales y religiosos pueden dar al hombre y a las sociedades la paz y el bienestar de que tanto se ansía, solucionando la dolorosa situación porque atraviesa Europa.

Cuestionado por los Sres. convencionales socialistas, sobre los altos niveles de analfabetismo relativo en ese entonces de Italia respecto a los demás países europeos, entonces Novillo Saravia razonaba:

(Esa situación) se explica muy bien por el monopolio de la enseñanza por parte del Estado y la persecución a la escuela privada. Benedetto Croce, precisamente hizo notar la decadencia y atraso de la escuela pública y la necesidad de levantarla y darle vida con la noble competencia de la escuela privada... que la escuela privada contribuya con el amor y consagración con que enseñan los maestros católicos, a levantar el nivel intelectual y moral del pueblo.

Lo que proponía para la Provincia de Córdoba, era un sistema educacional llamado de libertad subsidiada, con la coexistencia de la escuela fiscal y la escuela religiosa, donde en función de ese subsidio, los hijos de padres pobres que optasen por la educación religiosa, cuenten con posibilidades materiales de acceder a la misma.

La escuela religiosa como en la fiscal, en un concepto de igualdad, forman conjuntamente el sistema educacional del Estado, de tal modo que los exámenes, promociones y certificados, tienen igual valor, cualquiera sea el origen de la escuela que se lo toma o los acuerda. En Holanda ocurre ésto, no solo en la escuela primaria sino también en la normal; y este país es el que primero ha implantado este sistema, es el que posee el extraordinario porcentaje de tan solo un analfabeto por cada mil habitantes.

Realizó también analogías con otros países que ya habían adoptado un sistema similar al exitoso holandés, como Inglaterra, sobre el cual realizaba la siguiente explicación:

En Inglaterra la enseñanza estatal estaba organizada por el Foster Bill de 1870; pero en 1902 se dictó la Education Act, considerada como la Carta Magna de la educación pública. La libertad de enseñar, la protección a la escuela privada y la enseñanza de la religión, están allí ampliamente garantidas. 
Pero el sistema de repartición proporcional escolar o de libertad subsidiada, no solamente rige en estas naciones sino que ha sido incorporado al derecho internacional público de Europa....

Para la celebración del centenario de su nacimiento, el 10 de agosto de 1982 la Universidad Nacional de Córdoba hizo un Acto Académico en su homenaje, ocasión en la cual su rector y también reconocido historiador, el Doctor Carlos Luque Colombres, pronunciara un discurso en el cual sintetizara la vida, trayectoria y hombría de bien del Dr. Lisardo Novillo Saravia. Se reproducen a continuación algunos fragmentos de la cita:

Córdoba, 10 de agosto de 1982. 
Aquella divisa tomada de los hechos de los Apóstoles que ostenta el escudo de la Universidad Nacional de Córdoba desde los primeros tiempos del siglo XVII – ut portet nomen meum coram gentibus – que es todo un mandato, una consigna, un deber para quienes egresaban y egresan de sus aulas, fue obedecida y cumplida en plenitud por el Doctor Lisardo Novillo Saravia….
No querría que estas palabras con que abro el Acto Académico dispuesto en homenaje a su memoria fueran tomadas como recurso literario, para adornar la elocución o para decorar la personalidad del Dr. Novillo Saravia, que no necesita ni siquiera de adjetivos: porque la sola mención de su nombre o de su hoja de servicios, habla de por sí en términos sustantivos. Y si alguna necesidad tenemos de exhibir la intimidad de su espíritu y seguir el itinerario de su pensamiento y de su acción, ello obedece al hecho de que las nuevas generaciones que no alcanzaron a conocer al Dr. Novillo Saravia han menester del ejemplo de quien trazó a lo largo de sus años una línea de conducta inalterable, orientada por el bien, la verdad y la justicia.
Pertenecía por vía paterna a muy antigua familia cordobesa; pero vio la luz en Ojo de Agua, Santiago del Estero, donde radicara uno de sus pasados, dueño de fincas situadas en el Departamento Río Seco. Precisamente, en esas latitudes se hallaba la Merced del Carmen, histórica heredad del Coronel salteño Doctor Mateo de Saravia y Jáuregui, su bisabuelo materno, abogado de las Reales Audiencias de Charcas y Buenos Aires.
Así fue cómo, por conjunción de tales circunstancias, nacería Don Lisardo en dicha Villa Santiagueña, tan inmediata a nuestra Provincia, un 24 de julio de hace cien años.  (el 24/07/1882)
Duras exigencias en su primera edad, transcurrida en tiempos de la terrible crisis que agobió al país, obraron a manera de desafío, de incitaciones, que supo responder con abnegación y dignidad, como lo imponía la hidalguía de su estirpe…..
Trasladado a Córdoba para proseguir sus estudios, cursó el Bachillerato como colegial del Monserrat. Y luego, su natural inclinación por el orden y la justicia lo llevó a emplear sus talentos en los claustros de la Facultad de Derecho, donde obtuvo el Título de Abogado y se graduó de Doctor.
Como estudiante universitario le había tocado vivir las transformaciones acaecidas en Córdoba y el país todo por la Generación del 80, y también por la incorporación de nuevas corrientes de ideas que tuvieron la virtud  de consolidar, en respuesta a este otro desafío, su arraigada formación espiritual y sus básicos esquemas conceptuales.
Fue entonces cuando su personalidad comenzó a adquirir los perfiles que lo definieron como hombre de convicciones esenciales, firmes, inconmovibles, respetado por la autenticidad de su credo y admirado por la valentía con que lo sostenía: respeto y admiración que provenían aún de quienes no compartían su ideología y opiniones, ni su ortodoxa interpretación del mundo y de la vida. Porque lo sabían sincero, sin dobleces, riguroso consigo mismo, su autoridad lograba imponerse, máxime cuando esa autoridad moral e intelectual iba acompañada de un singular señorío que se traducía no sólo en la cortesía de su trato, en la excelencia de su cultura, en la bondad intrínseca que se manifestaba en la cordialidad con que se dirigía a sus amigos o adversarios, porque el amor al prójimo presidía todos sus actos; amor que no le impedía formular juicios de valor, impugnar el error y condenar el extravío.….
Bien está, por lo demás, que este Salón de Grados, verdadero cofre que custodia la memoria de la vida cultural de Córdoba, haya abierto hoy sus puertas y encendido sus arañas rutilantes, pues Novillo Saravia fue exponente genuino de la Córdoba de siempre, de la Córdoba que desde sus años iniciales supo signar con sello de espiritualidad la vida de la República.
Aunque no hubiera ocupado los altos cargos que desempeñó, su nombre habría sido recordado en términos de ejemplaridad por la obra que realizara como manifestación de su vocación docente, pues la vida del Dr. Novillo Saravia fue una lección ininterrumpida en su conducta pública y privada, o en la comunicación de su saber y de su experiencia. Enseñaba siempre. Expresa o tácitamente: en la Cátedra Magistral, en los Estrados de la Justicia, en su bufete de abogado, en la columna de los periódicos, en la Banca Parlamentaria, en el sitial de los Tribunos, en las tertulias de amigos...Enseñaba, asimismo, por acción de presencia, pues la noble expresión de su rostro, la vivacidad de su mirada, sus gestos y ademanes elocuentes pero mesurados, eran fiel reflejo de aquella fisonomía moral, que se comunicaba fluidamente, transfiriendo al interlocutor la autenticidad de su pensamiento y de su sentimiento.
No sólo lo atrajo la Cátedra Universitaria, sino la enseñanza a nivel terciario y secundario. Sus clases de Historia de la Literatura Española en la Escuela Normal de Profesores, y de Castellano en las aulas Monserratenses, dejaron huellas perdurables en el recuerdo de quienes fueron sus alumnos. Instruía las mentes y moldeaba el alma de los educandos; así como en sus discursos y en sus notas periodísticas, de inconfundible estilo por la claridad de las ideas y la pureza del lenguaje, se advierte una honda preocupación por lo que la civilización contemporánea ofrecía a la humanidad en cuanto a posibilidades de desarrollo, en contraste con las falencias de inspiraciones filosóficas o religiosas. Para él, los problemas prioritarios no eran los técnicos o económicos, sino los problemas de la cultura, los del humanismo, los de la ética, lo que explica la importancia que atribuía a las Universidades y a los medios de comunicación social, en orden a la formación de los hombres políticos. Bien sabemos que nunca perderá actualidad esta preocupación del Dr. Novillo Saravia, que descubrimos en los editoriales del Diario “Los Principios” durante el lapso (1912-1915) en que fue su Director. Preocupábale, naturalmente, la necesidad de conservar y transmitir aquello valores heredados del pasado greco-latino a través de la hispanidad; de aquellas potencias de la hispanidad que hoy hemos visto convertidas en acto a raíz del reciente conflicto bélico.
En otro orden de actividades, cabe señalar que en 1923 fue elegido diputado constituyente de la Convención Reformadora de la Constitución Provincial, desde cuya banca defendió fervorosamente la libertad de enseñanza; que en 1931-1933 desempeñó la Presidencia del Colegio de Abogados de Córdoba, y que años más tarde se lo designaría Primer Presidente de la Flota Aérea Mercante Argentina, hechos que muestran el amplio espectro de su actuación y de su correlativa capacidad para sostener sus ideas e imponer la disciplina, el orden y el trabajo constructivo.
No pretendemos pasar revista de todos los cargos públicos que realizó como protagonista principal; pero no podemos dejar de mencionar una tarea que se hallaba en la base de su formación, así como en el coronamiento de su actividad espiritual: nos referimos al quehacer apostólico; y basta decir que fue Presidente, reelecto en varios períodos, así de la Junta Diocesana como de la Arquidiocesana de la Acción Católica Argentina. Y en ocasión del Congreso Eucarístico Internacional de 1937, realizado en Asunción del Paraguay, sería designado por su Santidad PIO XII, adjunto civil del legado pontificio.
En síntesis, señoras y señores. El Dr. Novillo Saravia, por encima de toda inquietud, colocaba en el medio cultural a la religión y a la Patria, sin mengua del arte, la ciencia, los goces inefables de la amistad, las efusiones hogareñas, la vida interior con sus secretas satisfacciones, las relaciones sociales, y, naturalmente, los dones que Dios ha distribuido en forma generosa entre los hombres. Todo lo cual, así en conjunto, figuraba en su escala de valores, antes que el poder y la lucha por el poder.

De ahí que conmemoramos con viva complacencia, y en acto de justicia, el día en que hace cien años nació un hombre ejemplar; un ciudadano honorable; un legislador prudente; un profesor sabio; un abogado recto; un caballero cristiano que, como fiel egresado de la Universidad, supo, en fin, como decíamos en nuestras palabras iniciales, cumplir con el mandato heráldico de llevar el nombre de Jesús ante los pueblos: “ut portet nomen meum coram gentibus”.-

## Pensamiento Político y Filosófico
Perteneció al tradicional Partido Demócrata de Córdoba donde compartía su tiempo con personalidades como el Dr. Rafael Nuñez, Dr. Ramón J. Cárcano, Dr. Antonio Nores, Pedro J. Frías entre otros. Tuvo siempre una activa participación en los quehaceres sociales que marcaron el rumbo de la Provincia y del País. Desde su lugar pregonó siempre sus ideas bajo la óptica de vida cristiana. Cuando se refería a la misión del estado, expresaba esta visión:

La misión del estado no es la de "hacer" ni "dejar hacer". La teoría que atribuye al Estado la función de "hacer", corresponde al comunismo o al socialismo de estado, y es inaceptable porque conduce al estatismo o al autoritarismo. La segunda es la del individualismo liberal y es inaceptable porque implica el abandono de los deberes esenciales por parte del estado; aquella peca por exceso; esta por déficit. Frente a estas teorías concretadas en fórmulas de "hacer" o "dejar hacer", se encuentra la doctrina católica, cuya formula de "ayudar a hacer", concilia sabiamente la libertad individual y el interés social, y en esta concordancia y armonía de la iniciativa privada y de todos los recursos con que cuenta el estado, está la garantía del desenvolvimiento y éxito de la cultura pública.

Se caracterizó por generar siempre debates democráticos, disentir respetando al adversario y nunca impuso sus ideas sino es desde la razón y el estudio profundo de las problemáticas que se planteaban. En tal sentido su consejo sería,

Antes de combatir una idea que consideramos opuesta y contraria a la nuestra, conviene ante todo conocerla y puesto que no poseemos una ciencia capaz de darnos la verdad absoluta y que en la vida de la idea cada experiencia tiene derecho a ser examinada, yo creo que es útil y conviene a los estudios el facilitar con todos los medios posibles, que tales experiencias se realicen abierta y sinceramente...

Respecto a sus adversarios socialistas, cuando con ellos discutía, caracterizaba a dicha corriente de política de la siguiente manera:

la característica del socialismo, es que piden libertad cuando la reclaman desde abajo y opresión desde arriba, cuando gobiernan.

## Obras
- Facultad del Congreso para acordar concesiones ferroviarias en el territorio de las provincias (R-T 342.53 N 6874 - 1907)
- Córdoba y su Universidad en la tradición espiritual argentina (1944)